# Alpi dei Tauri occidentali
Le Alpi dei Tauri occidentali (Westliche Tauernalpen in tedesco) sono una sezione delle Alpi. Si trovano nelle Alpi Centro-orientali. Si estendono particolarmente in Austria e marginalmente in Italia. La vetta più alta è il Großglockner che raggiunge i 3.798 m s.l.m.
Secondo la Partizione delle Alpi del 1926 i Tauri erano compresi nelle Alpi Noriche. Secondo la SOIUSA, invece, le Alpi dei Tauri costituiscono  due sezioni autonome della catena alpina, ossia le Alpi dei Tauri occidentali e le Alpi dei Tauri orientali.

## Geografia
Le Alpi dei Tauri occidentali confinano a nord con le Alpi Settentrionali Salisburghesi; a nord-est con le Alpi dei Tauri orientali; ad est con le Alpi di Stiria e Carinzia; a sud con le Alpi Carniche e della Gail e con le Dolomiti; ad ovest con le Alpi Retiche orientali; a nord-ovest con le Alpi Scistose Tirolesi.
Tra le varie sottosezioni delle Alpi dei Tauri occidentali le Alpi della Zillertal e le Alpi Pusteresi sono sulla catena principale alpina; gli Alti Tauri e il Gruppo del Kreuzeck si staccano ad est alla Forcella del Picco ed al Passo Stalle.

## Suddivisione

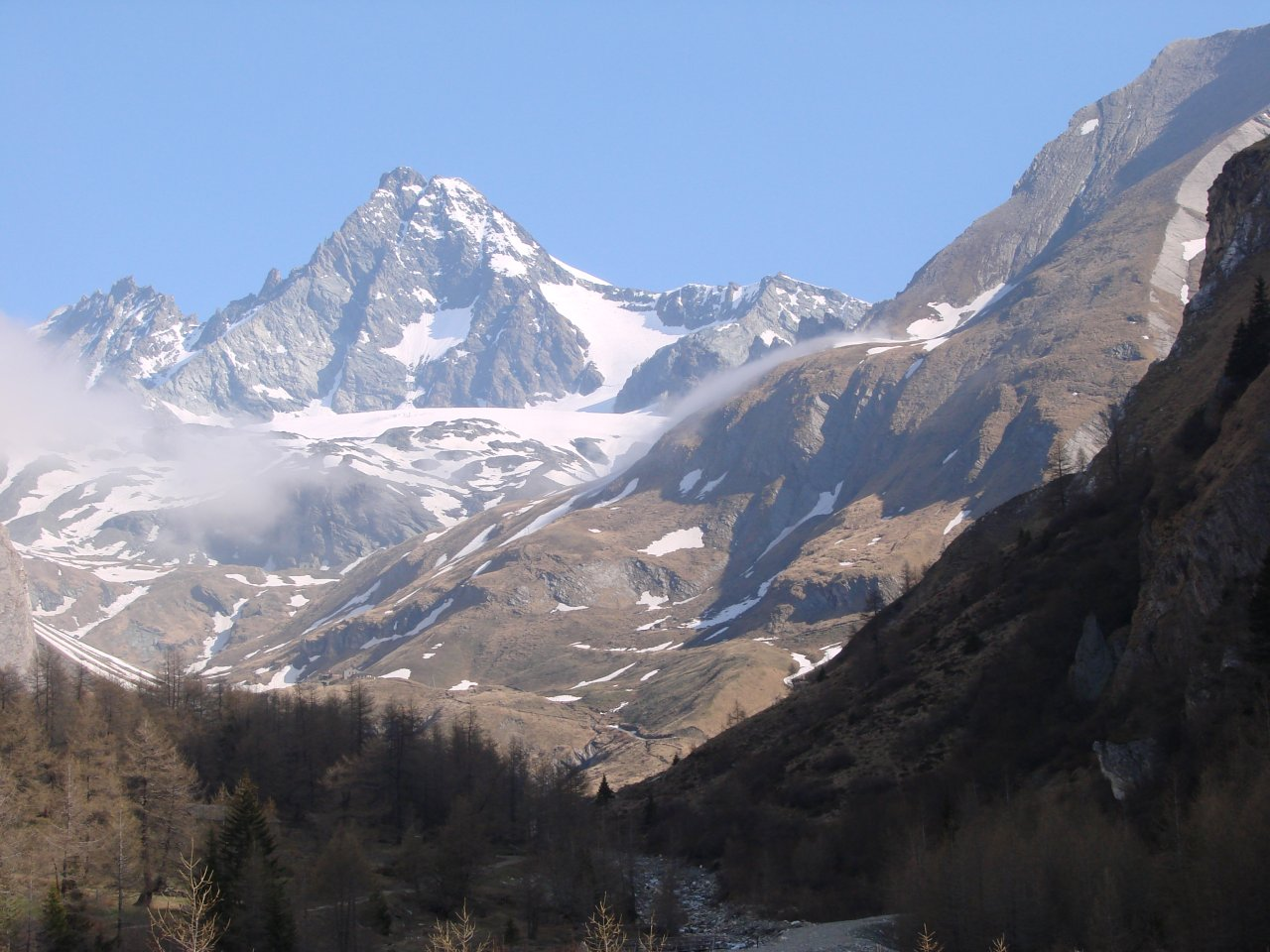
Alti Tauri, versante sud del Großglockner.

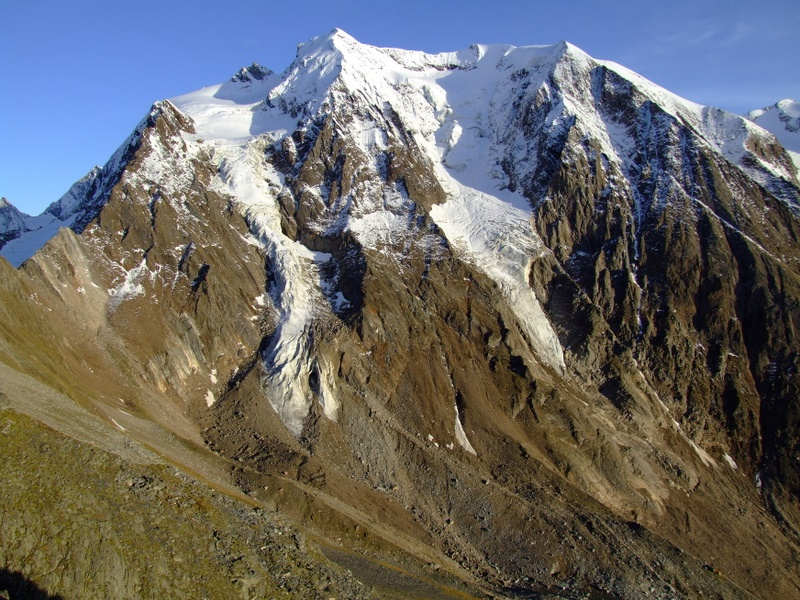
Alpi della Zillertal

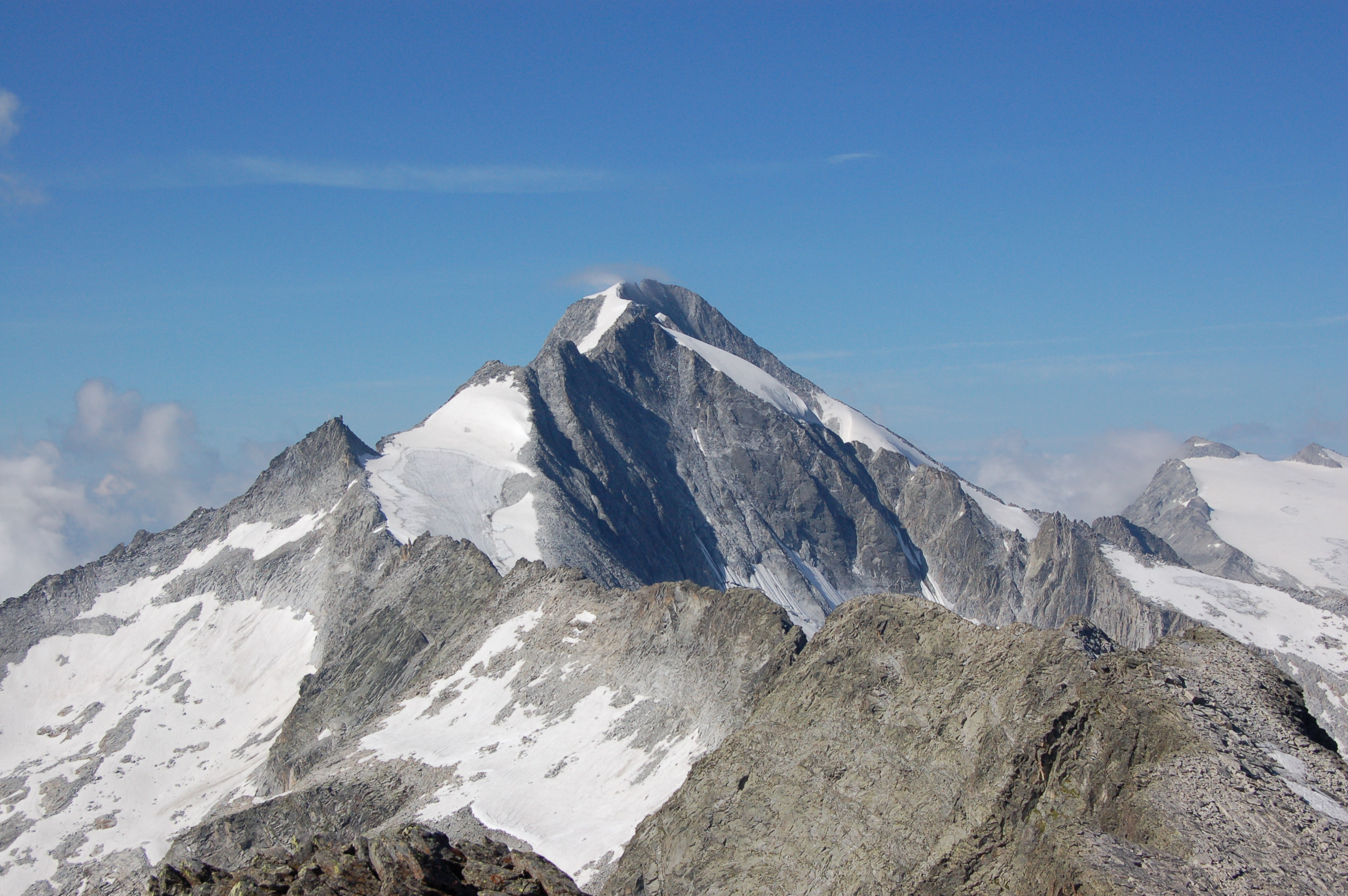
Alpi Pusteresi, Monte Collalto

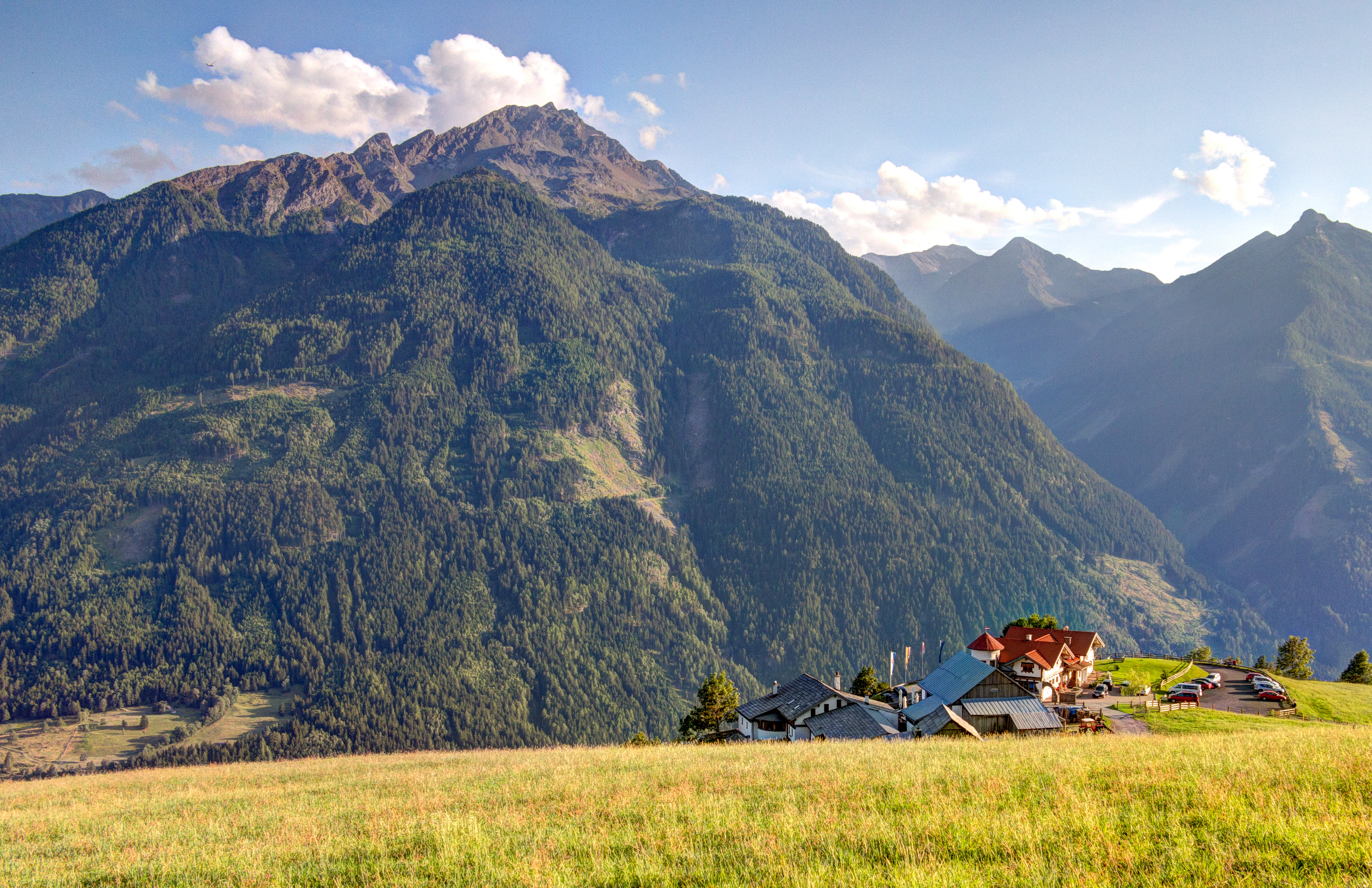
Gruppo del Kreuzeck

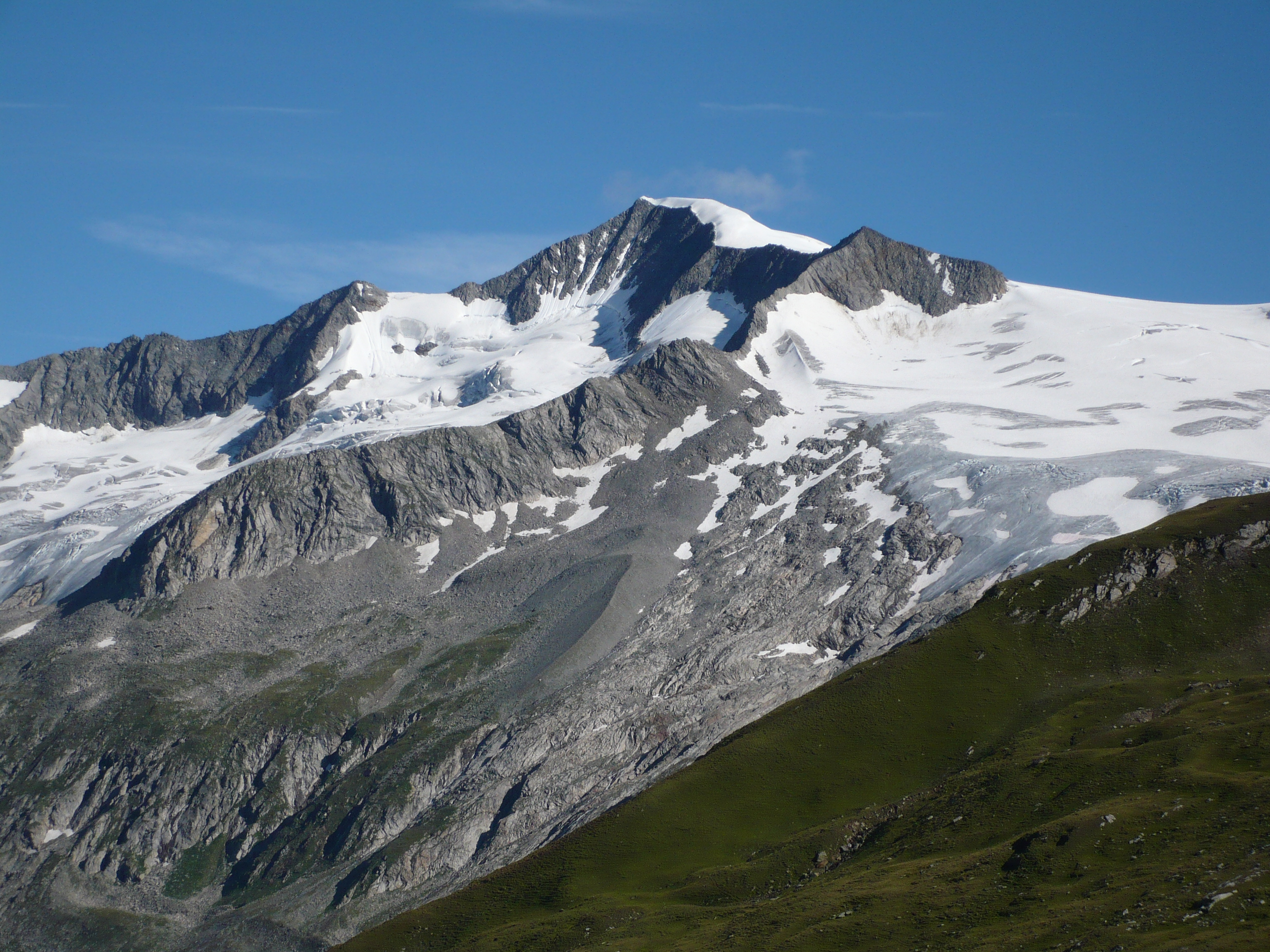
Großvenediger

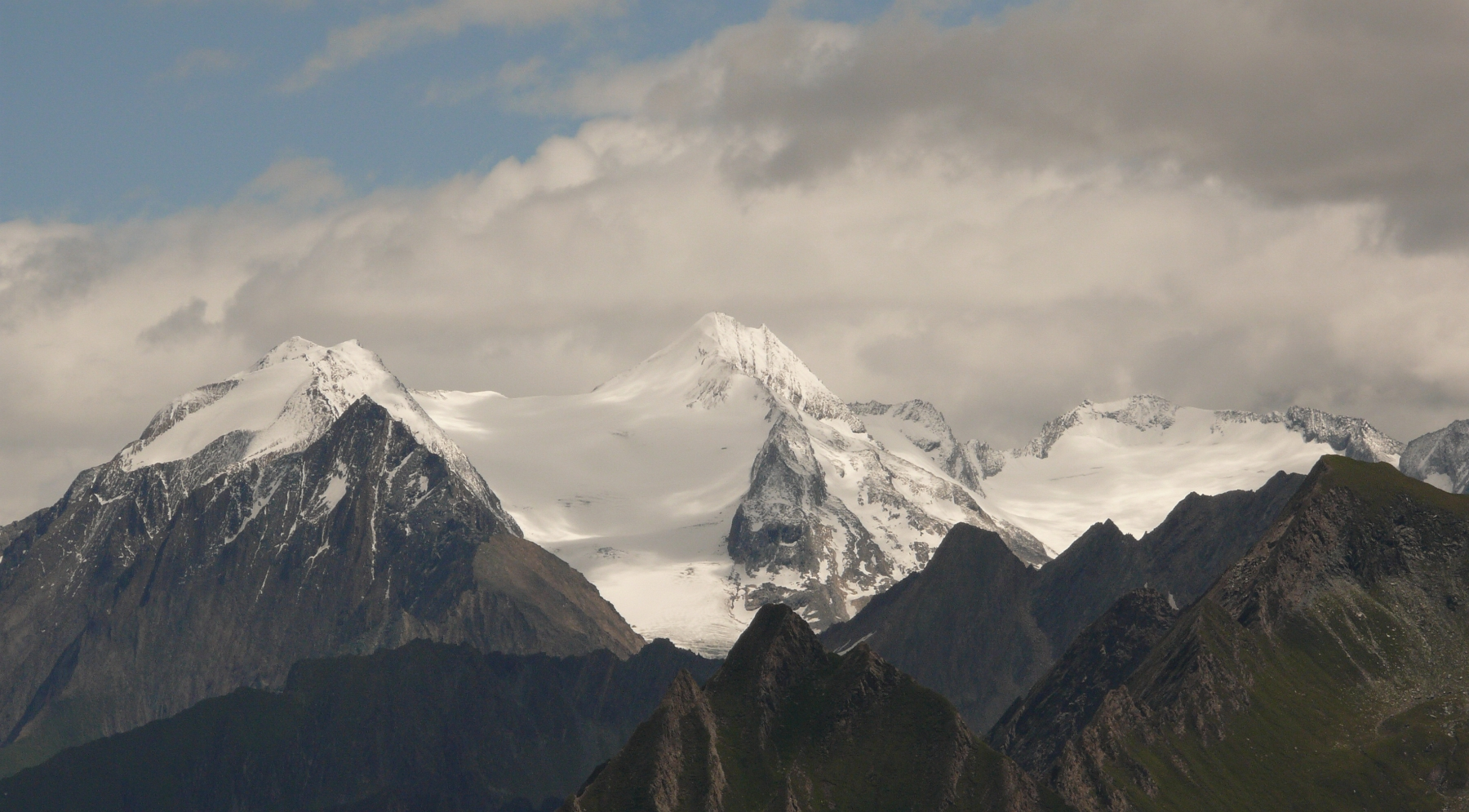
Gran Pilastro

Le Alpi dei Tauri occidentali secondo la SOIUSA sono suddivise in quattro sottosezioni ed in tredici supergruppi:
- Alpi della Zillertal
  - Catena Croda Alta-Olperer
  - Gruppo del Gran Pilastro
  - Monti di Fundres
  - Gruppo del Reichenspitze
- Alti Tauri
  - Gruppo del Venediger i.s.a.
  - Gruppo del Granatspitze
  - Gruppo del Glockner
  - Gruppo del Schober
  - Gruppo del Goldberg
  - Gruppo dell'Ankogel i.s.a.
- Alpi Pusteresi
  - Vedrette di Ries
  - Monti del Villgraten
- Gruppo del Kreuzeck
  - Kreuzeck

## Vette
Le vette principali delle Alpi dei Tauri occidentali sono:
| Monte                     | Altezza | sottosezione         | supergruppo              |
| ------------------------- | ------- | -------------------- | ------------------------ |
| Großglockner              | 3.798   | Alti Tauri           | Gruppo del Glockner      |
| Großvenediger             | 3.666   | Alti Tauri           | Gruppo del Venediger     |
| Gran Pilastro             | 3.509   | Alpi della Zillertal | Gruppo del Gran Pilastro |
| Picco dei Tre Signori     | 3.499   | Alti Tauri           | Gruppo del Venediger     |
| Pizzo Rosso               | 3.495   | Alti Tauri           | Gruppo del Venediger     |
| Grande Mèsule             | 3.478   | Alpi della Zillertal | Gruppo del Gran Pilastro |
| Olperer                   | 3.476   | Alpi della Zillertal | Alpi Breonie Orientali   |
| Monte Collalto            | 3.436   | Alpi Pusteresi       | Vedrette di Ries         |
| Cima di Campo             | 3.418   | Alpi della Zillertal | Gruppo del Gran Pilastro |
| Monte Lovello             | 3.376   | Alpi della Zillertal | Gruppo del Gran Pilastro |
| Hochalmspitze             | 3.360   | Alti Tauri           | Gruppo dell'Ankogel      |
| Reichenspitze             | 3.303   | Alpi della Zillertal | Gruppo del Reichenspitze |
| Monte Collaspro           | 3.273   | Alpi Pusteresi       | Vedrette di Ries         |
| Muntanitz                 | 3.232   | Alti Tauri           | Gruppo del Granatspitze  |
| Punta di Valle            | 3.210   | Alpi della Zillertal | Gruppo del Gran Pilastro |
| Kitzsteinhorn             | 3.203   | Alti Tauri           | Gruppo del Glockner      |
| Picco della Croce         | 3.135   | Alpi della Zillertal | Monti di Fundres         |
| Lasörling                 | 3.098   | Alti Tauri           | Gruppo del Venediger     |
| Weiße Spitze              | 2.962   | Alpi Pusteresi       | Monti del Villgraten     |
| Vetta d'Italia            | 2.912   | Alpi della Zillertal | Gruppo del Reichenspitze |
| Testa Gemella Occidentale | 2.837   | Alpi della Zillertal | Gruppo del Reichenspitze |
| Mölltaler Polinik         | 2.784   | Gruppo del Kreuzeck  | Gruppo del Kreuzeck      |
| Corno di Fana             | 2.663   | Alpi Pusteresi       | Monti del Villgraten     |
| Cornetto di Confine       | 2.545   | Alpi Pusteresi       | Monti del Villgraten     |